# Echis coloratus
Echis coloratus är en ormart som beskrevs av Günther 1878. Echis coloratus ingår i släktet Echis och familjen huggormar.
Arten förekommer på Arabiska halvön, i Mellanöstern och i östra Egypten. Honor lägger ägg.

## Underarter
Arten delas in i följande underarter:
- E. c. coloratus
- E. c. terraesanctae